# Podolszyn Nowy
Podolszyn Nowy – wieś sołecka w Polsce położona w województwie mazowieckim, w powiecie pruszkowskim, w gminie Raszyn.
W latach 1975–1998 miejscowość administracyjnie należała do województwa warszawskiego.
Teren miejscowości obejmuje 189,93 ha, z czego 173,11 ha to użytki rolne (stan na 01.12.2010 r.). Na terenie wsi znajduje się pętla autobusowa.